# Human Powered Health
Human Powered Health war ein US-amerikanisches Radsportteam mit Sitz in Minneapolis.
Die Mannschaft wurde 2007 unter dem Namen Kelly Benefit Strategies-Medifast gegründet und war zunächst als UCI Continental Team lizenziert. Sie nahm hauptsächlich an Rennen der UCI America Tour teil, bis 2020 waren ausschließlich Fahrer aus Kanada und den USA im Team. Zur Saison 2018 erhielt die Mannschaft erstmals eine Lizenz als Professional Continental Team. Auch nach zunehmender Öffnung für Fahrer aus anderen Nationen konnte sich das Team international nicht im Vorderfeld etablieren.
Unter demselben Namen ist bei der UCI ein UCI Women’s WorldTeam registriert, das denselben Betreiber wie das Männerteam hat. Nachdem bereits im Verlauf der Saison 2023 über das Ende des Teams aufgrund fehlender Sponsoren spekuliert wurde, stellte das Männerteam nach der Saison 2023 den Betrieb ein, während das Frauenteam weiterhin Bestand hat.

## Platzierungen in UCI-Ranglisten
UCI America Tour (bis 2018)
| Saison | Mannschaftswertung | Einzelwertung          |
| ------ | ------------------ | ---------------------- |
| 2007   | 9.                 | Martin Gilbert (14.)   |
| 2008   | 8.                 | David Veilleux (25.)   |
| 2009   | 3.                 | Scott Zwizanski (6.)   |
| 2010   | 15.                | Ryan Anderson (148.)   |
| 2011   | 17.                | Alex Candelario (116.) |
| 2012   | 4.                 | Ken Hanson (20.)       |
| 2013   | 2.                 | Ryan Anderson (3.)     |
| 2014   | 2.                 | Carter Jones (11.)     |
| 2015   | 1.                 | Michael Woods (3.)     |
| 2016   | 5.                 | Evan Huffman (19.)     |
| 2017   | 1.                 | Rob Britton (2.)       |
| 2018   | 2.                 | Rob Britton (16.)      |

UCI Asia Tour (bis 2018)
| Saison    | Mannschaftswertung | Einzelwertung         |
| --------- | ------------------ | --------------------- |
| 2009      | 20.                | Andrew Bajadali (56.) |
| 2010      | 23.                | Jesse Anthony (83.)   |
| 2011      | 61.                | Dan Bowman (267.)     |
| 2012      | 32.                | Alex Candelario (71.) |
| 2013      | 54.                | Eric Young (167.)     |
| 2014-2017 | -                  | -                     |
| 2018      | 70.                | Adam de Vos (245.)    |

UCI Europe Tour (bis 2018)
| Saison | Mannschaftswertung | Einzelwertung                                |
| ------ | ------------------ | -------------------------------------------- |
| 2009   | 116.               | Ryan Anderson (1114.) David Veilleux (1114.) |
| 2010   | 80.                | Jesse Anthony (309.)                         |
| 2011   | 105.               | Alex Candelario (616.)                       |
| 2012   | 82.                | Ken Hanson (269.)                            |
| 2013   | 72.                | Ken Hanson (308.)                            |
| 2014   | 125.               | Ryan Anderson (1057.)                        |
| 2015   | 89.                | Michael Woods (333.)                         |
| 2016   | 115.               | Will Routley (829.)                          |
| 2017   | 104.               | Adam de Vos (703.)                           |
| 2018   | 60.                | Robin Carpenter (352.)                       |

UCI World Ranking
| Saison | Mannschaftswertung | Einzelwertung            |
| ------ | ------------------ | ------------------------ |
| 2019   | 46.                | Brandon McNulty (240.)   |
| 2020   | 68.                | Gavin Mannion (341.)     |
| 2021   | 40.                | Arvid de Kleijn (224.)   |
| 2022   | 39.                | Nickolas Zukowsky (288.) |
| 2023   | 29.                | Pier-André Côté (247.)   |